# El-P
El-P abbreviazione di Lyrical Punisher, noto anche come El-Producto, pseudonimo di Jaime Meline (Brooklyn, 2 marzo 1975), è un beatmaker, polistrumentista, rapper e produttore discografico statunitense.
Può essere considerato tra i più importanti ed acclamati produttori della scena underground rap statunitense.
Il suo stile personale è caratterizzato dall'inserimento di svariati suoni elettronici all'interno delle basi, dalla sovrapposizione di più melodie, dall'utilizzo di batterie e ritmi duri e incalzanti, che rendono i suoi componimenti particolarmente elaborati e difficili da produrre.

## Biografia
Suo padre è un pianista, che gli trasmette la passione per la musica. Nel 1991 a 16 anni viene cacciato da due scuole in meno di un anno, così decide per la carriera artistica e l'abbandono di quella scolastica, dopo aver preso il GED (General Equivalency Diploma), inizia a frequentare una scuola di musica per impararne i fondamentali. A 18 anni incontra DJ Mr Len, con cui suona e rappa tutta la notte del suo diciottesimo compleanno. I due formano un gruppo, Company Flow e nel 1993 registrano il loro primo brano su vinile, Juvenile Technics, sotto Libra Records. Il legame tra Company Flow e la Libra va diminuendo progressivamente, uno degli impiegati della label e aspirante artista, Bigg Jus, consolida i rapporti con il gruppo e ne diventa membro. Per i due anni seguenti El-P e Jus alternano lavoro durante il giorno e registrazione di pezzi la notte, utilizzando il denaro guadagnato per la loro etichetta, che chiamano Official Recordings.
Nel 1995 fanno uscire l'EP Funcrusher, di cui vendono oltre 30 000 copie. Attirano l'attenzione di speaker come Bobbito e Stretch Armstrong nell'East Coast, di Sway e Tech per quanto riguarda la West Coast. Vengono notati da diverse etichette, compresa una piccola label di NY, la Rawkus Records, che li spinge a lasciare la Libra e a segnarsi sotto la Rawkus, pubblicando Funcrusher Plus, album che è una versione del precedente arricchita da più tracce, e che riscuote un notevole successo. I Company Flow vengono apprezzati da artisti come Mos Def, Talib Kweli, Hi and Mighty, Pharoahe Monch. La Rawkus esce dall'anonimato anche grazie al gruppo.
El-P ha collaborato poi con artisti come Del Tha Funkee Homosapien, The Handsome Boy Modeling School, Quannum Spectrum, DJ Krush's Zen, Alec Empire, Techno Animal's, Beastie Boys, Zack De La Rocha, Chuck D, Mos Def, Pharoahe Monch, Roni Size, DJ Krush. Segue un tour con i Beastie Boys, nel 2000 si esibisce al Presidential Rally per il candidato Ralph Nader, al Madison Square Garden. A due anni dall'uscita di Funcrusher Plus, Bigg Jus lascia il gruppo. El-P e Mr. Len, ritrovatisi in due, producono un album strumentale intitolato Little Johnny From the Hospital e di seguito si separano dalla Rawkus, perseguendo l'ideale di suonare un genere musicale che sia hip hop, ma indipendente e particolarissimo.
La frantumazione del gruppo termina quando anche il duo decide di intraprendere carriere soliste separate, El-P forma una nuova produzione, la Definitive Jux. I progetti di debutto sono l'EP Def Jux Presents: Company Flow ed Enters the Collosus EP di Mr. Lif, MC di Boston. Nel 2001 per Def Jux escono The Cold Vein dei Cannibal Ox e Labor Days di Aesop Rock. Nel 2002 viene pubblicato un minialbum di Aesop Rock, Daylight, e DJXP2 la seconda compilation di tutti gli artisti membri della Def Jux. A maggio del 2003 El-P pubblica il proprio album di debutto, Fantastic Damage, dopodiché collabora come co-produttore all'album solista di Zack De La Rocha, ex dei Rage Against the Machine, ed a quello di Dan the Automator dei Gorillaz.
Come rapper, El-P si caratterizza per le sue dense, aggressive e verbose liriche d'attacco, in cui compaiono di frequente metafore, temi di fantascienza e fantasia, giochi di parole.
El-P ha lavorato con il pianista free jazz Matthew Shipp, fan della sua musica, ed anche come DJ.

## Discografia

### Da solista

#### Album in studio
- 2001 – El-P Presents Cannibal Oxtrumentals
- 2002 – Fantastic Damage
- 2004 – High Water
- 2004 – Collecting the Kid
- 2007 – I'll Sleep When You're Dead
- 2012 – Cancer 4 Cure

#### Album di remix
- 2002 – Fandam Plus: Remixes and Instrumentals

#### Mixtape
- 2003 – Weareallgoingtoburninhell
- 2008 – Weareallgoingtoburninhellmegamixx2
- 2010 – Weareallgoingtoburninhellmegamixxx3

### Con i Company Flow
- 1996 – Funcrusher
- 1997 – Funcrusher Plus
- 1999 – Little Johnny from the Hospitul: Breaks & Instrumentals Vol.1

### Con i Run the Jewels
- 2013 – Run the Jewels
- 2014 – Run the Jewels 2
- 2015 – Meow the Jewels
- 2017 – Run the Jewels 3
- 2020 – RTJ4

### Collaborazioni
- 2001 – The Cold Vein (con Cannibal Ox)
- 2012 – R.A.P. Music (con Killer Mike)

## Colonne sonore
- Capone, regia di Josh Trank (2020)